# Disphragis poulsoni
Disphragis poulsoni är en fjärilsart som beskrevs av William Schaus 1906. Disphragis poulsoni ingår i släktet Disphragis och familjen tandspinnare. Inga underarter finns listade i Catalogue of Life.